# Eriachne festucacea
Eriachne festucacea är en gräsart som beskrevs av Ferdinand von Mueller. Eriachne festucacea ingår i släktet Eriachne och familjen gräs. Inga underarter finns listade i Catalogue of Life.